# Dead-End Drive-In
Dead-End Drive-In es una película australiana dirigida por Brian Trenchard-Smith en 1986.

## Reparto
| Actor              | Personaje |
| ------------------ | --------- |
| Ned Manning        | Crabs     |
| Natalie McCurry    | Carmen    |
| Peter Whitford     | Thompson  |
| Wilbur Wilde       | Hazza     |
| Dave Gibson        | Dave      |
| Sandie Lillingston | Beth      |
| Ollie Hall         | Frank     |
| Lyn Collingwood    | Fay       |
| Nikki McWaters     | Shirl     |
| Melissa Davis      | Norelie   |
| Margi Di Ferranti  | Jill      |
| Desirée Smith      | Tracey    |
| Murray Fahey       | Mickey    |
| Jeremy Shadlow     | Jeff      |
| Brett Climo        | Don       |

- Datos: Q5245167